# Петропавловское благочиние (Московская епархия)
Петропавловское благочиние (Петропавловский благочиннический округ) — благочиние Московской епархии Русской православной церкви, объединяющее храмы и приходы в районах Лефортово, Нижегородский, Печатники, Рязанский, Текстильщики и Южнопортовый Юго-Восточного административного округа города Москвы.
Благочинный округа — архимандрит Алексий (Вылажанин), настоятель храма Петра и Павла в Лефортове.
В мае 2012 года из состава Петропавловского было выделено Влахернское благочиние, в которое вошли приходы в районах Выхино-Жулебино, Кузьминки, Люблино, Марьино, Некрасовка и Капотня.

## Храмы благочиния
| Название                                                     | Период строительства | Краткое описание                                                                      | Адрес                 | Изображение                            |
| Храм Петра и Павла в Лефортове                               |                      |                                                                                       |                       |                                        |
| Храм Сергия Радонежского на Рязанке                          |                      |                                                                                       |                       |                                        |
| Храм Введения во храм Пресвятой Богородицы на Рязанке        |                      |                                                                                       |                       |                                        |
| Храм Святого Николая бывшего Николо-Перервинского монастыря  |                      |                                                                                       |                       |                                        |
| Храм Святителя Николая Мирликийского на Рогожском кладбище   |                      |                                                                                       |                       | Rogozhskoe cemetery - St.Nicholas - 01 |
| Храм Троицы Живоначальной в Карачарове                       | ?-1774               | Престолы: - Троицы Живоначальной - Иконы Божией Матери «Знамение» - Святителя Николая | Рязанский проспект, 3 |                                        |
| Храм Введения во храм Пресвятой Богородицы у Салтыкова моста |                      |                                                                                       |                       |                                        |
| Храм Троицы Живоначальной у Салтыкова моста                  | 1817—1819            |                                                                                       | Самокатная ул., 3/8   |                                        |
| Храм Кирилла и Мефодия на Дубровке                           |                      |                                                                                       |                       |                                        |
| Храм Андрея Боголюбского на Волжском                         |                      |                                                                                       |                       |                                        |
| Храм Димитрия Ростовского на Рязанке                         |                      |                                                                                       |                       |                                        |